# David Giles (Segler)
David James Giles (* 27. November 1964 in Sydney) ist ein ehemaliger australischer Segler.

## Erfolge
David Giles, der für den Dobroyd Sailing Club segelte, nahm viermal mit Colin Beashel in der Bootsklasse Star an Olympischen Spielen teil. Bei ihrem Debüt 1992 in Barcelona belegten sie noch den siebten Platz, ehe ihnen vier Jahre darauf in Atlanta der Gewinn der Bronzemedaille gelang. Mit 32 Punkten beendeten sie die Regatta hinter dem brasilianischen und dem schwedischen Boot auf dem dritten Platz. Die Spiele im Jahr 2000 in Sydney schlossen sie wiederum auf dem siebten Rang ab, während sie 2004 in Athen nicht über den 15. Platz hinaus kamen. 1998 wurden sie in Portorož gemeinsam Weltmeister, ein Jahr später gewannen sie die offenen Europameisterschaften in Helsinki.